# Natação no Campeonato Mundial de Esportes Aquáticos de 2011 - 200 m costas feminino
A prova dos 200 metros nado costas feminino da natação no Campeonato Mundial de Esportes Aquáticos de 2011 ocorreu nos dias 29 de julho e 30 de julho no Shanghai Oriental Sports Center  em Xangai.

## Recordes
Antes desta competição, os recordes mundiais e do campeonato nesta prova eram os seguintes:
| Tipo                  | Atleta          | Tempo   | Local | Data                |
| --------------------- | --------------- | ------- | ----- | ------------------- |
|                       | Kirsty Coventry | 2:04.81 | Roma  | 1 de agosto de 2009 |
| Recorde do campeonato | Kirsty Coventry | 2:04.81 | Roma  | 1 de agosto de 2009 |

## Medalhistas
| Ouro                 | Prata                 | Bronze                      |
| Missy Franklin (USA) | Belinda Hocking (AUS) | Sharon van Rouwendaal (NED) |

## Resultados

### Eliminatórias
41 nadadoras  de 34 nações participaram da prova. As 16 melhores competidoras se classificaram para as semifinais.
| Pos. | Bateria | Raia | Nadadora              | Nacionalidade  | Tempo   | Notas            |
| ---- | ------- | ---- | --------------------- | -------------- | ------- | ---------------- |
| 1    | 5       | 3    | Missy Franklin        | Estados Unidos | 2:07.71 | Q                |
| 2    | 4       | 7    | Daryna Zevina         | Ucrânia        | 2:08.35 | Q                |
| 3    | 4       | 5    | Elizabeth Beisel      | Estados Unidos | 2:08.40 | Q                |
| 4    | 4       | 4    | Belinda Hocking       | Austrália      | 2:08.50 | Q                |
| 5    | 6       | 5    | Meagen Nay            | Austrália      | 2:08.50 | Q                |
| 6    | 4       | 6    | Sinead Russell        | Canadá         | 2:08.92 | Q                |
| 7    | 4       | 3    | Kirsty Coventry       | Zimbabwe       | 2:09.03 | Q                |
| 8    | 5       | 5    | Shiho Sakai           | Japão          | 2:09.25 | Q                |
| 9    | 4       | 1    | Sharon van Rouwendaal | Países Baixos  | 2:09.65 | Q                |
| 10   | 5       | 4    | Elizabeth Simmonds    | Reino Unido    | 2:10.02 | Q                |
| 11   | 5       | 6    | Alexianne Castel      | França         | 2:10.38 | Q                |
| 12   | 6       | 4    | Zhao Jing             | China          | 2:10.40 | Q                |
| 13   | 6       | 1    | Duane da Rocha        | Espanha        | 2:10.41 | Q                |
| 14   | 4       | 2    | Melissa Ingram        | Nova Zelândia  | 2:10.59 | Q                |
| 15   | 6       | 2    | Stephanie Proud       | Reino Unido    | 2:10.65 | Q                |
| 16   | 5       | 7    | Genevieve Cantin      | Canadá         | 2:11.09 | Q                |
| 17   | 6       | 3    | Anastasia Zuyeva      | Rússia         | 2:11.23 |                  |
| 18   | 6       | 6    | Zhu Jiani             | China          | 2:11.84 |                  |
| 19   | 3       | 1    | Fernanda González     | México         | 2:12.29 | Recorde nacional |
| 20   | 6       | 7    | Jenny Mensing         | Alemanha       | 2:12.38 |                  |

| Ver o restante da classificação | Ver o restante da classificação | Ver o restante da classificação | Ver o restante da classificação | Ver o restante da classificação | Ver o restante da classificação | Ver o restante da classificação |
| Pos.                            | Bateria                         | Raia                            | Nadadora                        | Nacionalidade                   | Tempo                           | Notas                           |
| ------------------------------- | ------------------------------- | ------------------------------- | ------------------------------- | ------------------------------- | ------------------------------- | ------------------------------- |
| 21                              | 3                               | 7                               | Anja Čarman                     | Eslovênia                       | 2:12.73                         |                                 |
| 22                              | 4                               | 8                               | Kimberly Buys                   | Bélgica                         | 2:13.01                         |                                 |
| 23                              | 3                               | 4                               | Melanie Nocher                  | Irlanda                         | 2:13.39                         |                                 |
| 24                              | 6                               | 8                               | Simona Baumrtova                | Chéquia                         | 2:13.48                         |                                 |
| 25                              | 2                               | 3                               | Anna Volchkov                   | Israel                          | 2:13.99                         | Recorde nacional                |
| 26                              | 5                               | 1                               | Alicja Tchorz                   | Polónia                         | 2:14.27                         |                                 |
| 27                              | 3                               | 5                               | Ekaterina Avramova              | Bulgária                        | 2:14.85                         |                                 |
| 28                              | 3                               | 6                               | Ham Chan-Mi                     | Coreia do Sul                   | 2:14.88                         |                                 |
| 29                              | 3                               | 8                               | Lau Yin Yan                     | Hong Kong                       | 2:15.09                         |                                 |
| 30                              | 2                               | 5                               | Eyglo Gustafsdottir             | Islândia                        | 2:15.16                         |                                 |
| 31                              | 2                               | 4                               | Leone Vorster                   | África do Sul                   | 2:16.45                         |                                 |
| 3 2                             | 5                               | 8                               | Sophia Batachelor               | Nova Zelândia                   | 2:17.06                         |                                 |
| 33                              | 3                               | 3                               | Therese Svendsen                | Suécia                          | 2:18.12                         |                                 |
| 34                              | 2                               | 6                               | Yulduz Kuchkarova               | Uzbequistão                     | 2:18.62                         |                                 |
| 35                              | 2                               | 7                               | Ines Remarsaro                  | Uruguai                         | 2:21.07                         |                                 |
| 36                              | 2                               | 2                               | Tatiana Perstineva              | Moldávia                        | 2:21.25                         |                                 |
| 37                              | 1                               | 4                               | Karen Vilorio                   | Honduras                        | 2:24.43                         |                                 |
| 38                              | 1                               | 5                               | Estellah Fils Rabetsara         | Madagáscar                      | 2:33.83                         |                                 |
| 39                              | 1                               | 3                               | Aure Fanchette                  | Seicheles                       | 2:52.04                         |                                 |
| –                               | 3                               | 2                               | Evelyn Verrasztó                | Hungria                         |                                 | DNS                             |
| –                               | 5                               | 2                               | Aya Terakawa                    | Japão                           |                                 | DNS                             |

### Semifinal
Estes são os resultados das semifinais. 

#### Semifinal 1
| Pos. | Raia | Nadadora           | Nacionalidade | Tempo   | Notas            |
| ---- | ---- | ------------------ | ------------- | ------- | ---------------- |
| 1    | 5    | Belinda Hocking    | Austrália     | 2:07.76 | Q                |
| 2    | 4    | Daryna Zevina      | Ucrânia       | 2:08.22 | Q                |
| 3    | 2    | Elizabeth Simmonds | Reino Unido   | 2:08.79 | Q                |
| 4    | 3    | Sinead Russell     | Canadá        | 2:08.80 | Recorde nacional |
| 5    | 7    | Zhao Jing          | China         | 2:08.86 |                  |
| 6    | 6    | Shiho Sakai        | Japão         | 2:08.93 |                  |
| 7    | 1    | Melissa Ingram     | Nova Zelândia | 2:10.77 |                  |
| 8    | 8    | Genevieve Cantin   | Canadá        | 2:12.12 |                  |

#### Semifinal 2
| Pos. | Raia | Nadadora              | Nacionalidade  | Tempo   | Notas |
| ---- | ---- | --------------------- | -------------- | ------- | ----- |
| 1    | 4    | Missy Franklin        | Estados Unidos | 2:05.90 | Q,    |
| 2    | 5    | Elizabeth Beisel      | Estados Unidos | 2:07.82 | Q     |
| 3    | 7    | Alexianne Castel      | França         | 2:08.41 | Q     |
| 4    | 2    | Sharon van Rouwendaal | Países Baixos  | 2:08.42 | Q     |
| 5    | 3    | Meagen Nay            | Austrália      | 2:08.53 | Q     |
| 6    | 6    | Kirsty Coventry       | Zimbabwe       | 2:09.33 |       |
| 7    | 8    | Stephanie Proud       | Reino Unido    | 2:10.57 |       |
| 8    | 1    | Duane da Rocha        | Espanha        | 2:10.74 |       |

### Final
Estes são os resultados da final.
| Pos.              | Raia | Nadadora              | Nacionalidade  | Tempo   | Notas              |
| ----------------- | ---- | --------------------- | -------------- | ------- | ------------------ |
| Medalha de ouro   | 4    | Missy Franklin        | Estados Unidos | 2:05.10 | Recorde da América |
| Medalha de prata  | 5    | Belinda Hocking       | Austrália      | 2:06.06 |                    |
| Medalha de bronze | 7    | Sharon van Rouwendaal | Países Baixos  | 2:07.78 | Recorde nacional   |
| 4                 | 6    | Daryna Zevina         | Ucrânia        | 2:07.82 | Recorde nacional   |
| 5                 | 3    | Elizabeth Beisel      | Estados Unidos | 2:08.16 |                    |
| 6                 | 1    | Meagen Nay            | Austrália      | 2:08.69 |                    |
| 7                 | 8    | Elizabeth Simmonds    | Reino Unido    | 2:08.76 |                    |
| 8                 | 2    | Alexianne Castel      | França         | 2:09.07 |                    |

Legenda
| Recorde mundial       | Recorde mundial (World record)               |                       | Recorde africano                      | Recorde africano (African) |                                           | Q | Classificado por posição (Qualified) |
| Recorde do campeonato | Recorde do campeonato (Championship record)  | Recorde da América    | Recorde da América (Americas)         | q                          | Classificado por melhor tempo (Qualified) |   |                                      |
| Melhor marca do ano   | Melhor marca do ano (World leading)          | Recorde asiático      | Recorde asiático (Asian)              | DNS                        | Não largou (Did not start)                |   |                                      |
| Recorde nacional      | Recorde nacional (National record)           | Recorde europeu       | Recorde europeu (European)            | DNF                        | Não terminou (Did not finish)             |   |                                      |
| Recorde pessoal       | Recorde pessoal do atleta (Personal best)    | Recorde da Oceania    | Recorde da Oceania (Oceania)          | DSQ / DQ                   | Desclassificado (Disqualified)            |   |                                      |
| Recorde da temporada  | Recorde da temporada do atleta (Season best) | Recorde sul-americano | Recorde sul-americano (South America) | NM                         | Sem marca (No mark)                       |   |                                      |